# Eblisia dorsale
Eblisia dorsale är en skalbaggsart som först beskrevs av Lewis 1905.  Eblisia dorsale ingår i släktet Eblisia och familjen stumpbaggar. Inga underarter finns listade i Catalogue of Life.